# Perissus persimilis
Perissus persimilis är en skalbaggsart som beskrevs av Charles Joseph Gahan 1894. Perissus persimilis ingår i släktet Perissus och familjen långhorningar.
Artens utbredningsområde är Myanmar. Inga underarter finns listade i Catalogue of Life.